# 2573 Hannu Olavi
2573 Hannu Olavi è un asteroide della fascia principale. Scoperto nel 1953, presenta un'orbita caratterizzata da un semiasse maggiore pari a 3,0129196 UA e da un'eccentricità di 0,1082831, inclinata di 12,97200° rispetto all'eclittica.